# Saint-Romain-Lachalm
Pour les articles homonymes, voir Saint-Romain.
Saint-Romain-Lachalm (Sant Roman en occitan) est une commune française située à l'est du Velay, dans le département de la Haute-Loire en région Auvergne-Rhône-Alpes.
Ses habitants sont appelés les San-Roumis.

## Géographie
Le bourg de Saint-Romain-Lachalm est situé à 920 m d'altitude.

### Localisation
La commune de Saint-Romain-Lachalm se trouve dans le département de la Haute-Loire, en région Auvergne-Rhône-Alpes.
Elle se situe à 61 km par la route du Puy-en-Velay, préfecture du département, à 36 km d'Yssingeaux, sous-préfecture, et à 23 km de Tence, bureau centralisateur du canton des Boutières dont dépend la commune depuis 2015 pour les élections départementales.
Les communes les plus proches sont : 
Saint-Victor-Malescours (3,3 km), Marlhes (5,1 km), Saint-Pal-de-Mons (5,2 km), Dunières (5,7 km), Jonzieux (5,7 km), Saint-Didier-en-Velay (6,2 km), Riotord (6,6 km), La Séauve-sur-Semène (7,3 km).
| Saint-Victor-Malescours |                      | Marlhes (Loire) |
|                         | Saint-Romain-Lachalm |                 |
| Saint-Pal-de-Mons       | Dunières             | Riotord         |

### Transports
La commune est traversée par les routes départementales 23 (reliant Saint-Just-Malmont à Dunières) et 45 (vers l'ouest, en direction de Saint-Pal-de-Mons, Sainte-Sigolène et Monistrol-sur-Loire).
Au sud-est de la commune, la D 232, prolongée en D 10 dans la Loire, sur la commune de Marlhes, dessert la zone d'activités de Chambaud.

### Climat
Pour des articles plus généraux, voir Climat d'Auvergne-Rhône-Alpes et Climat de la Haute-Loire.
En 2010, le climat de la commune est de type climat de montagne, selon une étude du Centre national de la recherche scientifique s'appuyant sur une série de données couvrant la période 1971-2000. En 2020, Météo-France publie une typologie des climats de la France métropolitaine dans laquelle la commune est exposée à un climat de montagne ou de marges de montagne et est dans la région climatique Sud-est du Massif Central, caractérisée par une pluviométrie annuelle de 1 000 à 1 500 mm, minimale en été, maximale en automne.
Pour la période 1971-2000, la température annuelle moyenne est de 8,5 °C, avec une amplitude thermique annuelle de 16,1 °C. Le cumul annuel moyen de précipitations est de 981 mm, avec 10 jours de précipitations en janvier et 7,2 jours en juillet. Pour la période 1991-2020, la température moyenne annuelle observée sur la station météorologique installée sur la commune est de 9,2 °C et le cumul annuel moyen de précipitations est de 923,5 mm,. Pour l'avenir, les paramètres climatiques de la commune estimés pour 2050 selon différents scénarios d'émission de gaz à effet de serre sont consultables sur un site dédié publié par Météo-France en novembre 2022.
| Mois                                  | jan.             | fév.            | mars            | avril         | mai           | juin          | jui.          | août           | sep.            | oct.          | nov.             | déc.           | année      |
| ------------------------------------- | ---------------- | --------------- | --------------- | ------------- | ------------- | ------------- | ------------- | -------------- | --------------- | ------------- | ---------------- | -------------- | ---------- |
| Température minimale moyenne (°C)     | −1,7             | −1,8            | 0,7             | 3,1           | 6,8           | 10,4          | 12,4          | 12,4           | 8,9             | 6,2           | 1,8              | −0,6           | 4,9        |
| Température moyenne (°C)              | 1,4              | 1,7             | 5               | 7,8           | 11,7          | 15,7          | 18            | 18             | 13,8            | 10,1          | 4,9              | 2,4            | 9,2        |
| Température maximale moyenne (°C)     | 4,4              | 5,3             | 9,3             | 12,5          | 16,7          | 21,1          | 23,7          | 23,7           | 18,7            | 14            | 8,1              | 5,3            | 13,6       |
| Record de froid (°C) date du record   | −22,1 12.01.1987 | −18,5 05.02.12  | −16,8 01.03.05  | −6,5 07.04.21 | −2,8 06.05.10 | 0 04.06.01    | 4 24.07.1999  | 1,3 29.08.1986 | −0,4 18.09.22   | −7 29.10.12   | −13,7 23.11.1988 | −15 27.12.1996 | −22,1 1987 |
| Record de chaleur (°C) date du record | 18,9 01.01.22    | 21,3 24.02.1990 | 23,8 12.03.1989 | 24,5 21.04.18 | 31,2 22.05.22 | 35,5 29.06.19 | 35,2 07.07.15 | 35,2 22.08.23  | 32,1 17.09.1987 | 28,2 09.10.23 | 21,8 07.11.15    | 19,7 31.12.21  | 35,5 2019  |
| Précipitations (mm)                   | 55,8             | 45,3            | 46,5            | 76,7          | 100,5         | 87            | 79,1          | 75,4           | 93              | 103,4         | 103              | 57,8           | 923,5      |

## Urbanisme

### Typologie
Au 1er janvier 2024, Saint-Romain-Lachalm est catégorisée commune rurale à habitat dispersé, selon la nouvelle grille communale de densité à sept niveaux définie par l'Insee en 2022.
Elle est située hors unité urbaine. Par ailleurs la commune fait partie de l'aire d'attraction de Saint-Étienne, dont elle est une commune de la couronne,. Cette aire, qui regroupe 105 communes, est catégorisée dans les aires de 200 000 à moins de 700 000 habitants,.

### Occupation des sols
L'occupation des sols de la commune, telle qu'elle ressort de la base de données européenne d’occupation biophysique des sols Corine Land Cover (CLC), est marquée par l'importance des territoires agricoles (55,4 % en 2018), en diminution par rapport à 1990 (56,7 %). La répartition détaillée en 2018 est la suivante : 
forêts (42 %), prairies (37,5 %), zones agricoles hétérogènes (18 %), zones urbanisées (2,6 %). L'évolution de l’occupation des sols de la commune et de ses infrastructures peut être observée sur les différentes représentations cartographiques du territoire : la carte de Cassini (XVIIIe siècle), la carte d'état-major (1820-1866) et les cartes ou photos aériennes de l'IGN pour la période actuelle (1950 à aujourd'hui).

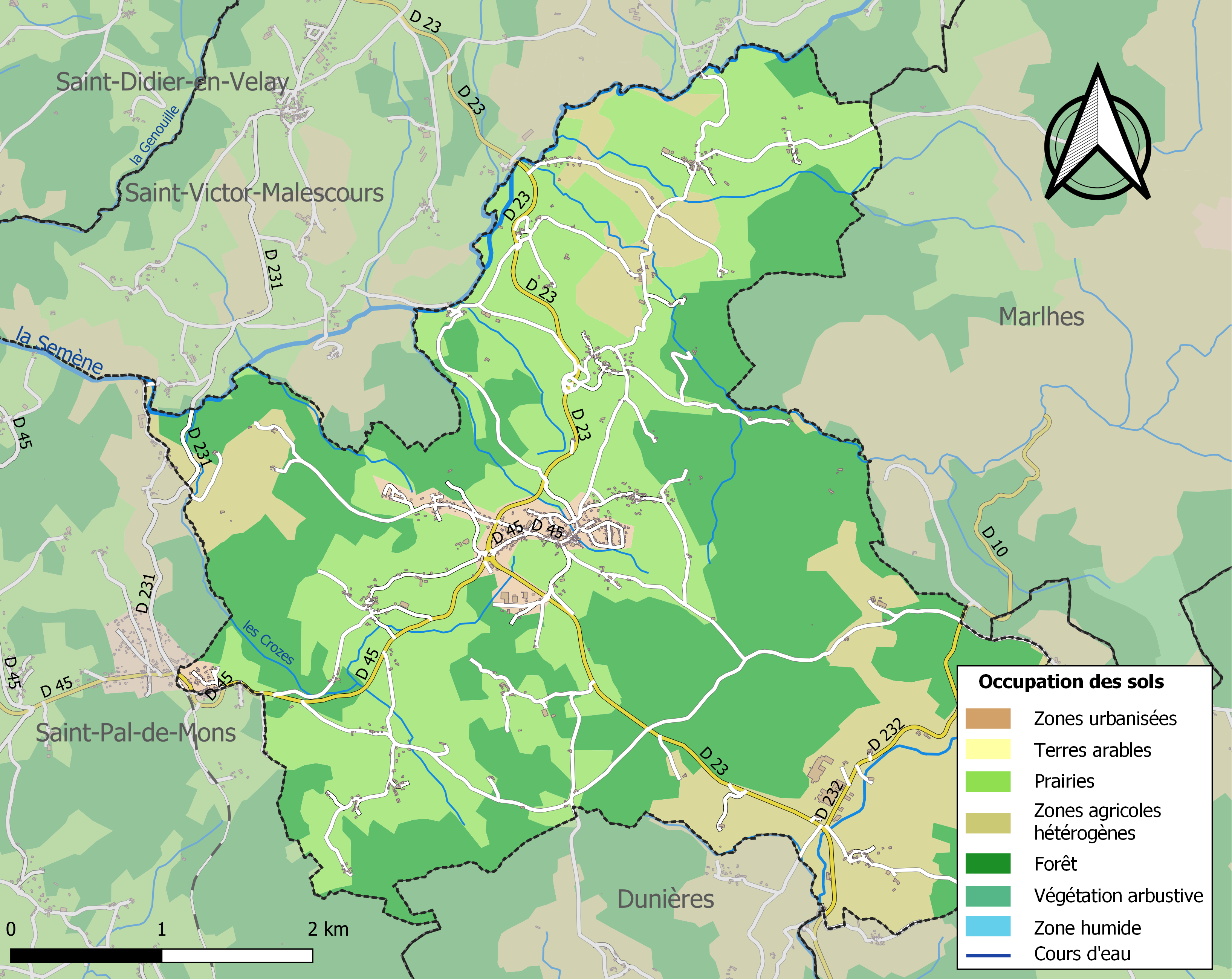
Carte des infrastructures et de l'occupation des sols de la commune en 2018 (CLC).

### Habitat et logement
En 2018, le nombre total de logements dans la commune était de 580, alors qu'il était de 552 en 2013 et de 519 en 2008.
Parmi ces logements, 74,7 % étaient des résidences principales, 14,3 % des résidences secondaires et 11 % des logements vacants. Ces logements étaient pour 85,9 % d'entre eux des maisons individuelles et pour 14,1 % des appartements.
Le tableau ci-dessous présente la typologie des logements à Saint-Romain-Lachalm en 2018 en comparaison avec celle de la Haute-Loire et de la France entière. Une caractéristique marquante du parc de logements est ainsi une proportion de résidences secondaires et logements occasionnels (14,3 %) inférieure à celle du département (16,1 %) mais supérieure à celle de la France entière (9,7 %). Concernant le statut d'occupation de ces logements, 82,4 % des habitants de la commune sont propriétaires de leur logement (78,9 % en 2013), contre 70 % pour la Haute-Loire et 57,5 pour la France entière.
| Typologie                                               | Saint-Romain-Lachalm | Haute-Loire | France entière |
| ------------------------------------------------------- | -------------------- | ----------- | -------------- |
| Résidences principales (en %)                           | 74,7                 | 71,5        | 82,1           |
| Résidences secondaires et logements occasionnels (en %) | 14,3                 | 16,1        | 9,7            |
| Logements vacants (en %)                                | 11                   | 12,4        | 8,2            |

## Toponymie
Le nom de la commune semble provenir du passage de Saint Romain. Lachalm est la palatalisation, fréquente dans la zone nord-occitane, de La Calm, avec agglutination de l'article défini. CALM- est une racine très ancienne, ligure, qui s'applique à des plateaux pierreux, dénudés et arides.

## Histoire
Jusqu'à l'arrivée de la famille Du Peloux, Saint-Romain-Lachalm resta une co-seigneurie. Voici succinctement quelques familles :
- Les LORATO

HUGON outre Saint-Romain semblait posséder certaines redevances au château bas de Dunieres, les tenant en fief de Briand de Retourtour. Fontigon (lieu-dit sur la commune) semble tirer son nom de ce dérivé : Fontaine de Hugon.
- Famille de Curnieu

Hugues le Raton établit comme héritier Artaud de Curnieu qui testa en faveur de sa nièce Aymarde de Curnieu qui épousa en 1360 Jean du Peloux. Leurs petits-enfants s'installent à Saint-Romain.
- Famille Du Peloux.

## Politique et administration

### Découpage territorial
La commune de Saint-Romain-Lachalm est membre de la communauté de communes du Pays de Montfaucon, un établissement public de coopération intercommunale (EPCI) à fiscalité propre créé le 23 décembre 1996 dont le siège est à Montfaucon-en-Velay. Ce dernier est par ailleurs membre d'autres groupements intercommunaux.
Sur le plan administratif, elle est rattachée à l'arrondissement d'Yssingeaux, au département de la Haute-Loire, en tant que circonscription administrative de l'État, et à la région Auvergne-Rhône-Alpes.
Sur le plan électoral, elle dépend du canton des Boutières pour l'élection des conseillers départementaux, depuis le redécoupage cantonal de 2014 entré en vigueur en 2015, et de la première circonscription de la Haute-Loire   pour les élections législatives, depuis le redécoupage électoral de 1986.

### Liste des maires
| Période                                  | Période                     | Identité           | Étiquette | Qualité                                                                      |
| ---------------------------------------- | --------------------------- | ------------------ | --------- | ---------------------------------------------------------------------------- |
| Les données manquantes sont à compléter. |                             |                    |           |                                                                              |
| mars 1793                                | 1799                        | Reynaud            |           |                                                                              |
|                                          |                             | Louis Du Peloux    |           | maire provisoire en Floréal, An VIII                                         |
| 1802                                     | 1808                        | Heyraud            |           |                                                                              |
| 1808                                     | 1809                        | Joseph Du Peloux   |           |                                                                              |
| 1809                                     | 1813                        | Louis Du Peloux    |           |                                                                              |
| 1813                                     | 1814                        | Jacques Du Peloux  |           |                                                                              |
| 1814                                     | 1819                        | Louis Du Peloux    |           |                                                                              |
| 1820                                     | 1823                        | Dupin              |           |                                                                              |
| 1823                                     | 1832                        | Heyraud            |           |                                                                              |
| 1832                                     | 1838                        | Escoffier          |           |                                                                              |
| 1838                                     | 1846                        | James Du Peloux    |           |                                                                              |
| 1846                                     | 1848                        | Marcellin Gattet   |           |                                                                              |
| 1848                                     | 1848                        | Coupa              |           |                                                                              |
| 1848                                     | 1860                        | James Du Peloux    |           |                                                                              |
| 1861                                     | 1874                        | Boudarel           |           |                                                                              |
| 1874                                     | 1876                        | Joseph Du Peloux   |           |                                                                              |
| 1876                                     | 1884                        | Boudarel           |           |                                                                              |
| 1884                                     | 1899                        | Joseph Du Peloux   |           |                                                                              |
| 1899                                     | 1918                        | Jacques Du Peloux  |           |                                                                              |
| Les données manquantes sont à compléter. |                             |                    |           |                                                                              |
|                                          |                             |                    |           |                                                                              |
| 1918                                     | 1919                        | Antoine Chausse    |           |                                                                              |
| 1919                                     | 1934                        | Jacques Du Peloux  |           |                                                                              |
| 1934                                     |                             | Bergeron           |           |                                                                              |
|                                          |                             | Joseph Viallat     |           |                                                                              |
|                                          |                             | Firmin Chomarat    |           |                                                                              |
|                                          |                             | Marcel Chausse     |           |                                                                              |
|                                          |                             | Géraud du Peloux   |           |                                                                              |
|                                          | mars 2014                   | Olivier Cigolotti  |           | DVD puis NC                                                                  |
| mars 2014                                | En cours (au 30 avril 2014) | Jean-Michel Poinas | DVD       | 4e vice-président de la communauté de communes du Pays de Montfaucon Riffard |

## Population et société

### Démographie

#### Évolution démographique
L'évolution du nombre d'habitants est connue à travers les recensements de la population effectués dans la commune depuis 1793. Pour les communes de moins de 10 000 habitants, une enquête de recensement portant sur toute la population est réalisée tous les cinq ans, les populations de référence des années intermédiaires étant quant à elles estimées par interpolation ou extrapolation. Pour la commune, le premier recensement exhaustif entrant dans le cadre du nouveau dispositif a été réalisé en 2008.

En 2022, la commune comptait 1 132 habitants, en évolution de +4,62 % par rapport à 2016 (Haute-Loire : +0,36 %, France hors Mayotte : +2,11 %).
| 1793  | 1800  | 1806  | 1821  | 1831  | 1836  | 1841  | 1846  | 1851  |
| ----- | ----- | ----- | ----- | ----- | ----- | ----- | ----- | ----- |
| 1 054 | 1 065 | 1 218 | 1 317 | 1 555 | 1 494 | 1 473 | 1 457 | 1 334 |

| 1856  | 1861  | 1866  | 1872  | 1876  | 1881  | 1886  | 1891  | 1896  |
| ----- | ----- | ----- | ----- | ----- | ----- | ----- | ----- | ----- |
| 1 264 | 1 243 | 1 223 | 1 207 | 1 225 | 1 196 | 1 209 | 1 204 | 1 226 |

| 1901  | 1906  | 1911  | 1921  | 1926  | 1931 | 1936 | 1946 | 1954 |
| ----- | ----- | ----- | ----- | ----- | ---- | ---- | ---- | ---- |
| 1 292 | 1 248 | 1 174 | 1 058 | 1 007 | 972  | 936  | 962  | 860  |

| 1962 | 1968 | 1975 | 1982 | 1990 | 1999 | 2006 | 2008  | 2013  |
| ---- | ---- | ---- | ---- | ---- | ---- | ---- | ----- | ----- |
| 833  | 758  | 644  | 640  | 693  | 831  | 974  | 1 015 | 1 072 |

| 2018  | 2022  | - | - | - | - | - | - | - |
| ----- | ----- | - | - | - | - | - | - | - |
| 1 104 | 1 132 | - | - | - | - | - | - | - |

#### Pyramide des âges
La population de la commune est relativement jeune.
En 2018, le taux de personnes d'un âge inférieur à 30 ans s'élève à 36,7 %, soit au-dessus de la moyenne départementale (31 %). À l'inverse, le taux de personnes d'âge supérieur à 60 ans est de 19,8 % la même année, alors qu'il est de 31,1 % au niveau départemental.
En 2018, la commune comptait 571 hommes pour 533 femmes, soit un taux de 51,72 % d'hommes, largement supérieur au taux départemental (49,13 %).
Les pyramides des âges de la commune et du département s'établissent comme suit.
| Hommes | Classe d’âge | Femmes |
| ------ | ------------ | ------ |
| 0,2    | 90 ou +      | 0,6    |
| 6,7    | 75-89 ans    | 6,9    |
| 14,0   | 60-74 ans    | 11,1   |
| 23,6   | 45-59 ans    | 24,6   |
| 20,5   | 30-44 ans    | 18,4   |
| 14,2   | 15-29 ans    | 17,3   |
| 20,8   | 0-14 ans     | 21,2   |

| Hommes | Classe d’âge | Femmes |
| ------ | ------------ | ------ |
| 0,9    | 90 ou +      | 2,5    |
| 8,4    | 75-89 ans    | 11,7   |
| 20,4   | 60-74 ans    | 20,5   |
| 21,3   | 45-59 ans    | 20,3   |
| 16,8   | 30-44 ans    | 16,3   |
| 15,2   | 15-29 ans    | 13,2   |
| 17     | 0-14 ans     | 15,6   |

### Manifestations culturelles et festivités
De nombreuses manifestations sportives et culturelles sont organisées tout au long de l'année, en été comme en hiver. En particulier la fête patronale qui est en principe le premier week-end mois d'août.

### Associations
Quelques associations locales :
- ESSR (Club de Football)
- Tennis Club
- Le Bon Air (Musique et twirling)
- Les Arti'Show (troupe de théâtre)
- Le Comité des Fêtes
- Les Anciens d'Algérie
- L'association familiale rurale
- Amicale des Sapeurs Pompiers
- La Boule Amicale
- Don du sang
- Gym volontaire
- APEL OGEC
- The Foudroyeur Team
- Les 4 Roumi's (Club de 4x4)

## Économie
La commune possède deux zones d'activités : Chambaud (au sud-est), comprenant sept entreprises des secteurs de l'industrie et du transport, et de Rulière, près du centre-bourg, comprenant six entreprises industrielles.

### Revenus
En 2018, la commune compte 432 ménages fiscaux, regroupant 1 110 personnes. La médiane du revenu disponible par unité de consommation est de 21 130 € (20 800 € dans le département).

### Emploi
| Division       | 2008  | 2013  | 2018  |
| -------------- | ----- | ----- | ----- |
| Commune        | 4,4 % | 7,5 % | 6,8 % |
| Département    | 6,3 % | 7,7 % | 7,7 % |
| France entière | 8,3 % | 10 %  | 10 %  |

En 2018, la population âgée de 15 à 64 ans s'élève à 703 personnes, parmi lesquelles on compte 82,2 % d'actifs (75,4 % ayant un emploi et 6,8 % de chômeurs) et 17,8 % d'inactifs,. Depuis 2008, le taux de chômage communal (au sens du recensement) des 15-64 ans est inférieur à celui de la France et du département.
La commune fait partie de la couronne de l'aire d'attraction de Saint-Étienne, du fait qu'au moins 15 % des actifs travaillent dans le pôle,. Elle compte 363 emplois en 2018, contre 356 en 2013 et 346 en 2008. Le nombre d'actifs ayant un emploi résidant dans la commune est de 533, soit un indicateur de concentration d'emploi de 68,1 % et un taux d'activité parmi les 15 ans ou plus de 66,6 %.
Sur ces 533 actifs de 15 ans ou plus ayant un emploi, 93 travaillent dans la commune, soit 17 % des habitants. Pour se rendre au travail, 90,4 % des habitants utilisent un véhicule personnel ou de fonction à quatre roues, 1,5 % les transports en commun, 3,8 % s'y rendent en deux-roues, à vélo ou à pied et 4,3 % n'ont pas besoin de transport (travail au domicile).

## Culture locale et patrimoine

### Lieux et monuments
À voir : 
- l'église, le calvaire,

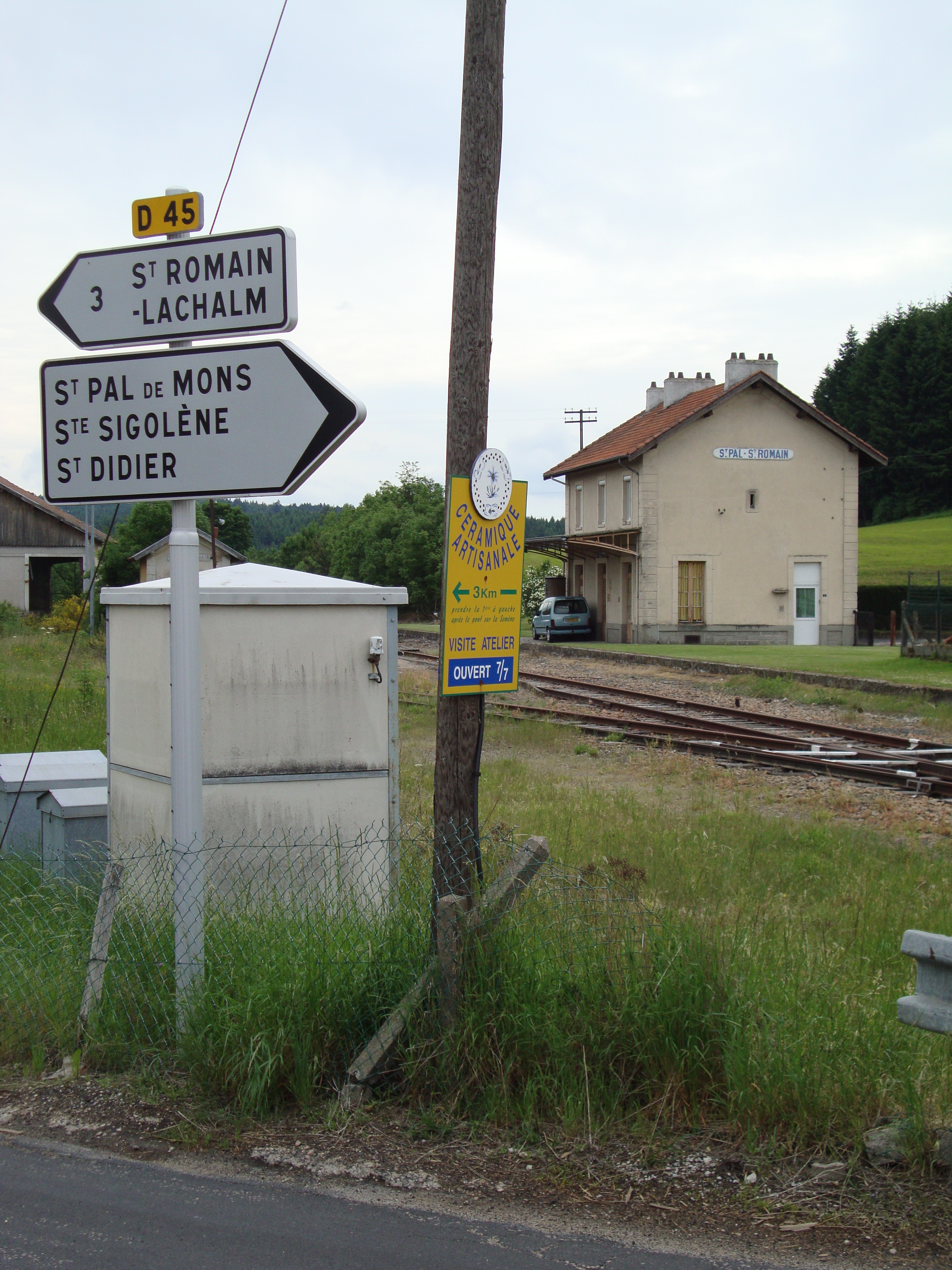
Gare de Saint-Pal - Saint-Romain à Lichemialle.

- les bords de la Semène et de nombreux espaces de promenade et détente.
- le château comporte des éléments remarquables : escalier, grand hall, salle à manger, grand salon avec ses tapisseries, petit salon vert, salle à Martin (rez-de-chaussée) et bibliothèque, chambre troubadour, chambre impériale (premier étage). Il a été construit au XVe siècle et XVIIIe siècle et a fait l'objet d'une inscription au titre des monuments historiques par arrêté du 15 septembre 1993[25]. C'est une propriété privée[25]